# Wesmaelius constrictus
Wesmaelius constrictus är en insektsart som först beskrevs av Parfin 1956.  Wesmaelius constrictus ingår i släktet Wesmaelius och familjen florsländor. Inga underarter finns listade i Catalogue of Life.